# Afanassi Fet
Afanassi Fet (rus: Афанасий Фет)  (Mtsensk uyezd, 23 de novembre de 1820 (Julià) - Moscou, 21 de novembre de 1892 (Julià)), nom complet amb patronímic Afanassi Afanàssievitx Fet, rus: Афанасий Афанасьевич Фет, fou va ser un poeta líric rus, partidari de l'art per l'art. També va destacar com a traductor i autor de memòries.
De família alemanya (Fet és la transcripció russa de Foeth), va publicar les seves obres a la revista Sovremènnik ('El Contemporani') fins al 1859, quan trenca amb els nous directors (Nikolai Txernixevski i Nikolai Dobroliúbov) i comença a col·laborar a Moskvitianin ('El Moscovita') i es retirà a les seves terres a imitació de Tolstoi.
A partir de 1876 adopta oficialment el cognom Xenxín (Шеншин), ja que li són reconeguts els seus drets legítims derivats del casament de la seva mare alemanya amb un representant de la petita noblesa russa; ara bé, si més no en l'àmbit literari, va fer servir sempre el cognom del primer marit de la mare, fins i tot un cop resolt el llarg litigi amb la justícia russa per tal de recuperar el cognom originari. Cap a 1880 s'instal·la a Moscou, on es dedica a fer traduccions dels poetes llatins i a escriure les seves memòries.
Va traduir obres de Juvenal, d'Horaci, de Goethe i de Shakespeare. Va retratar la bellesa de les dones, l'alegria de viure, l'encant de les nits d'estiu o dels paisatges d'hivern.

## Obres
- Lirítxeski panteon ('El panteó líric'), 1840.
- Stikhotvorènia ('Poesies'), I part, 1850.
- Stikhotvorènia ('Poesies'), II part, 1856.
- Vetxèrnie ogní ('Llums del vespre'), 1883-91.
- Moi vospominània ('Les meves memòries'), 1890.
- Rànnie godí moiei jizni ('Els primers anys de la meva vida'), publicació pòstuma el 1893.